# دانشگاه علوم و فنون دریایی امام خمینی
دانشگاه علوم دریایی امام خمینی نوشهر یا دانشگاه علوم دریایی نوشهر، دانشگاه نظامی زیرمجموعه نیروی دریایی ارتش جمهوری اسلامی ایران است، که در سال ۱۳۵۹ تأسیس شد. این دانشگاه هم‌اکنون از ۶ دانشکده عرشه و فرماندهی کشتی، تفنگدار دریایی، مهندسی برق، مهندسی مکانیک، کمیسر دریایی و دانشکده علوم پایه، تشکیل می‌شود و هر ساله در مقاطع کارشناسی و کارشناسی ارشد دانشجو می‌پذیرد. دانشجویان کارشناسی این دانشگاه، با لباس نظامی و سردوشی، به دانشگاه وارد شده و همزمان با درس‌های رشته آموزشی خود، آموزش نظامی نیز می‌بینند، که پس از دانش‌آموختگی در مقطع کارشناسی، با درجه ناوبان دومی، فعالیت در نیروی دریایی ارتش را آغاز می‌نمایند. دانشگاه علوم دریایی در شهر نوشهر، استان مازندران مستقر می‌باشد. هم‌اکنون دریادار دوم ابوطالب مُطَلبی فرماندهی این دانشگاه را برعهده دارد. فرمانده این دانشگاه، «فرمانده ارشد نظامی آجا» در استان مازندران است.

## تاریخچه
دانشگاه علوم دریایی نوشهر در سال ۱۳۵۹ تحت عنوان مرکز آموزش عالی علوم دریایی، توسط ارتش جمهوری اسلامی ایران تاسیس شد و فعالیت رسمی خود را از مهرماه ۱۳۶۰ در خلال جنگ ایران و عراق آغاز کرد. دانشگاه علوم دریایی، محل آموزش افسران فعال در نیروی دریایی ارتش جمهوری اسلامی ایران است.

## برنامه آموزشی
رشته‌های تحصیلی مقطع کارشناسی دانشگاه علوم دریایی شامل: ناوبری و فرماندهی کشتی، مهندسی مکانیک، مهندسی الکترونیک و مخابرات دریایی، مدیریت و کمیسر دریایی و تفنگدار دریایی می‌باشند، که دانش‌آموختگان آن جهت تأمین کارکنان افسر نیروی دریایی ارتش جمهوری اسلامی ایران آموزش می‌بینند. رشته‌های تحصیلی در مقطع کارشناسی ارشد این دانشگاه نیز شامل: رشته‌های مهندسی برق و الکترونیک، معماری کشتی، آماد، جغرافیای سیاسی، مدیریت دریایی و مهندسی مکانیک می‌باشد.
طول دوره‌های کارشناسی، ۷ نیم‌سال تحصیلی، به صورت پیوسته می‌باشد و طول دوره متناسب با برنامه تفصیلی تعیین می‌گردد. هر سال آموزشی، مرکب از ۲ نیم‌سال تحصیلی و یک نیم‌سال فشرده تابستانی است، که هر نیم‌سال تحصیلی شامل ۱۶ هفته آموزش نظری و عملی و نیم‌سال فشرده شامل ۶ هفته آموزشی می‌باشد. دانشجویان نیروی دریایی پس از طی ۷ نیم‌سال تحصیلی، به درجه ناوبان دومی نائل می‌شوند. به منظور تکمیل آموزش‌های نظری و آزمایشگاهی و با توجه به حرفه آینده دانشجویان و آمادگی‌بدنی، فکری و روحی آنان جهت خدمت در نیروی دریایی ارتش ایران و سایر سازمان‌های دریایی در ایران، سالیانه حدود ۸ هفته کارآموزی عملی در یگان‌های شناور، مستقر در مناطق جنوب و آب های آزاد و کارخانجات نیروی دریایی ارتش، پیش‌بینی شده‌است.

## دانشکده‌ها

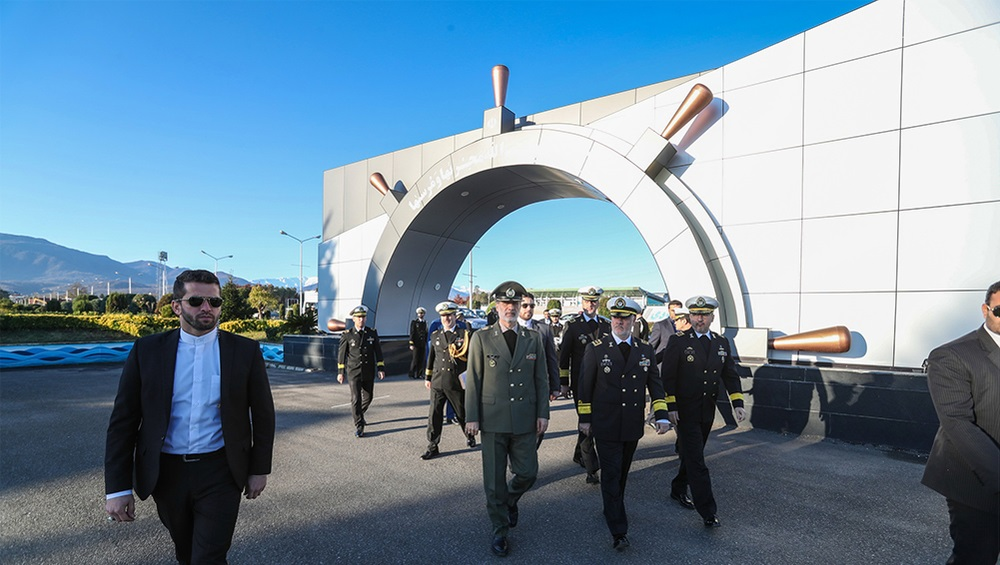
میدان صبحگاه دانشگاه

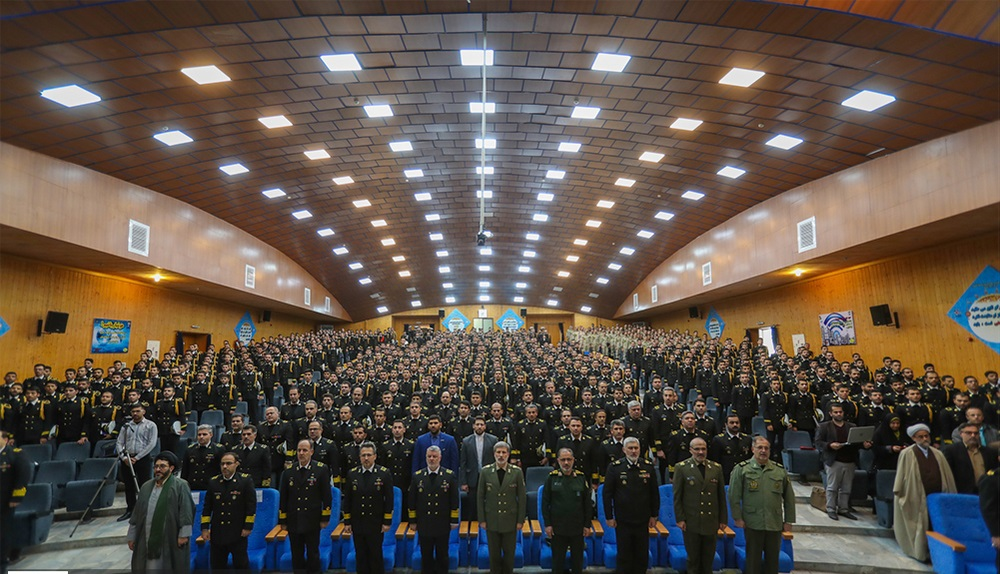
سالن کنفرانس دانشگاه- سالن خوارزمی

دانشگاه علوم دریایی امام خمینی، دارای شش دانشکده تخصصی عرشه و فرماندهی کشتی، تفنگدار دریایی، مهندسی الکترونیک و مخابرات دریایی، مهندسی مکانیک، مدیریت و کمیسر دریایی و نیز دانشکده علوم پایه می‌باشد.

### دانشکده عرشه و فرماندهی کشتی
رشته مهندسی عرشه، به ۲ شاخه ناوبری نظامی و ناوبری تجاری تقسیم می‌گردد، که شاخه نظامی جهت تأمین افسران ناوبر نیروی دریایی است و دانشجویان پس از فارغ‌التحصیلی به عنوان افسر ملوان، توپخانه، مخابرات یا عملیات شناورهای نیروی دریایی ارتش، مشغول به کار خواهند شد. شاخه تجاری نیز جهت تأمین افسران ناوبر کشتی‌های تجاری؛ سازمان بنادر و دریانوردی، شرکت ملی نفت‌کش، کشتیرانی جمهوری اسلامی ایران، سازمان شیلات، همچنین سایر سازمان‌های دریایی بر حسب تقاضا، برنامه‌ریزی شده‌است. فرماندهی این دانشکده بر عهده ناخدایکم عرشه و ستاد علی حسامی می‌باشد.

### دانشکده تفنگدار دریایی
دانش‌آموختگان این رشته، ضمن کسب توانمندی‌های مربوط به هدایت و راهبری انواع شناورهای سبک و سنگین، پس از فراغت از تحصیل، در یگان‌های تابعه تیپ تفنگداران دریایی، همچون؛ گردان‌های شناور هجومی، توپخانه صحرایی، پدافند هوایی، گردان‌های عملیات ویژه، یگان‌های دژبان و خدمات پشتیبانی در مناطق و پایگاه‌های تحت نظر نیروی دریایی ارتش، به ایفای وظایف محوله خواهند پرداخت.

### دانشکده مهندسی برق
فارغ‌التحصیلان دانشکده مهندسی برق، الکترونیک و مخابرات دریایی، باید با رشته مهندسی برق؛ گرایش قدرت، همچنین مباحث مهندسی الکترونیک و مخابرات آشنا باشند. تحصیلات مرتبط با این دوره، شامل ترکیبی از دروس عمومی، علوم پایه و نیز مباحث اصلی مهندسی برق و دروس تخصصی مهندسی الکترونیک و مخابرات است.

### دانشکده مهندسی مکانیک
دانشکده مهندسی مکانیک، با تأسیس دانشگاه علوم دریایی در سال ۱۳۶۰ شروع به فعالیت نمود. هدف از ارائه این رشته تربیت مهندسانی است، که پس از فراغت از تحصیل، قادر باشند به عنوان افسر مهندس مکانیک، در مراکز زیر فعالیت نمایند:
- یگان‌های شناور سطحی و زیرسطحی.
- سیستم‌های فنی هواناو، بالگرد، بال‌ثابت و سیستم‌های موشکی.
- دوایر فنی، مراکز تعمیراتی، کارخانجات و مراکز آموزشی نیروی دریایی ارتش.
- سایر سازمان‌ها و ارگان‌های دریایی، شامل: شرکت ملی نفت‌کش ایران، سازمان بنادر و دریانوردی و نیز زیرمجموعه‌های وزارت دفاع و پشتیبانی نیروهای مسلح.

### دانشکده مدیریت و کمیسر دریایی
در این دانشکده در دو مقطع کارشناسی و کارشناسی ارشد از طریق کنکور سراسری و مصاحبه دانشجو می پذیرد.
افسرانی که در این دانشکده فارغ‌التحصیل می‌گردند، می‌توانند در یگان‌های پشتیبانی و عملیاتی، در گرایش‌های اداری، مالی، آمادی، ترابری، مهمات و استحکامات با استفاده از آموزش‌های علمی و عملی که فراگرفته‌اند، فعالیت نمایند.

### دانشکده علوم پایه
دانشکده علوم پایه، شامل گروه‌های آموزشی فیزیک، ریاضی، علوم انسانی  و مرکز زبان می‌باشد.